# 差し水
差し水（さしみず）は、麺類をゆでる際や豆類を煮る際や玄米を炊く際に、沸騰して吹きこぼれるのを防ぎ、仕上がりを調整するために加える冷水のことである。びっくり水（びっくりみず）とも呼ぶ。

## 概説
麺や豆に用いる場合は、それらの調理の際に沸騰が始まったらすぐに少量の（冷えすぎない程度の）冷水を加える。麺や豆を茹でるとゆで汁や煮汁の中に糊化したデンプンなどが溶け出して汁の粘性が上がり、特に大豆の場合は界面活性作用の強いサポニンが煮汁を強力に泡立て、いずれも沸騰時にできる泡を消えにくくする。一方で鍋底からは水蒸気の泡がどんどん生成されるために鍋の水面は泡だらけになって盛り上がり、最終的には鍋の外にあふれる「吹きこぼれ」を起こす。これを防止するための方法の1つが差し水である。また差し水により煮汁の温度が下がり、食材の外部と内部の温度差を下げることができる。さし水は、麺の場合は微妙に締められることでコシを出すために、豆の場合は芯まで火を通すために重要とされる。
玄米を炊くときに差し水をする方法は、東北地方ではびっくり炊き（びっくり水を加えることに由来する）と呼ばれていた。玄米を焼き米に近い状態まで煮詰めて水分を飛ばし、パチパチと玄米が膨化する音が聞こえ始めてから、冷水を加えてかき混ぜて煮たてることで、引き締められて殻がはじけて吸水率があがった玄米を、二度炊きする形になる。圧力鍋を用いて炊いた場合と比較して、炊き上がりの体積が1.5倍程度まで膨らみ、白米のような白っぽい外観と柔らかい食感が得られる。圧力釜が一般に普及していなかった第二次世界大戦中までは、婦人雑誌などで紹介されて一般に知られていた（『日本婦人』昭和十八年四月號掲載）。現代の調理科学の観点からも、差し水によって急激に温度を低下させることで、玄米の外皮の破裂を促し、胚乳への吸水およびデンプンの糊化溶出を増大させることが確認されており、差し水は玄米の低吸水性を克服する手軽で実用的な方法と評価されている。
温度差解消に関して、穀物類の場合は有用性が認められるものの、細長い麺類の調理の際に差し水にコシを出す効果が果たしてあるかどうか、それどころか逆にコシを無くすこととなるのではないかという点について疑問が出されている。少なくとも、パスタ類をゆでる際には差し水はしないことが推奨されている。効果の有無に関して雑誌やWeb上で検証が行われたこともあるが、有意な差は認められなかった。